# Vivienne Dick
Vivienne Dick (née à Donegal, Irlande, en 1950) est une réalisatrice irlandaise de films expérimentaux et de documentaires, par ailleurs enseignante en réalisation cinématographique. Elle s'est d'abord fait connaître aux États-Unis comme cinéaste no wave.

## La cinéaste No-Wave
Elle a étudié l'archéologie et le français à l'University College Dublin. Elle s'installe aux États-Unis en 1975, et se fait connaître dans la mouvance cinématographique de la no wave (James Nares, John Lurie, Eric Mitchell etc.) en produisant et réalisant une série de courts-métrages en Super 8. Ses films se déroulent dans des lieux new-yorkais emblématiques comme Coney Island, la statue de la Liberté, le World Trade Center, avec des acteurs issus de la scène musicale comme Lydia Lunch, Ikue Mori, James Chance), Pat Place (de The Bush tetras, musicienne des Contortions de James Chance), Adele Bertei (des Contortions).
Le critique de cinéma J. Hoberman (en) l'a qualifiée de figure emblématique du cinéma No-Wave. Selon Simon Reynolds, elle fut "une des principales instigatrices du New Cinema, un mouvement affilié à la no-wave". Le New cinema était à la fois un mouvement artistique et une salle de projection située à St Marks Place. Vivienne Dick joue aussi des claviers dans "Beirut Slump", un des groupes de Lydia Lunch.
Le travail de Vivienne Dick a été présenté lors de deux grandes rétrospectives du cinéma d'avant-garde américain : No Wave Cinema 1978-87 (1996) au Whitney Museum of American Art de New York et Big as Life : An American History of Super8 Film (1999) au Museum of Modern Art de New York (ses films sont dans les collections du musée) .
Dans leur chanson "Hot Topic", Le Tigre, la cite parmi une litanie de noms de personnes (surtout des femmes) qui les ont inspirées.

## Retour au Royaume-Uni
En 1982, Dick retourne en Irlande (où elle enseigne à la Rathmines School of Communications), puis se relocalise à Londres en 1985, où elle devient membre de la London Film-Maker's Co-op .
Elle décide ensuite de reprendre ses études à la University of the Arts de Londres et est diplômée en 1996 (MA in Independent Film and Video).
Elle s'oriente désormais vers un cinéma d'installations dans les galeries d'art .
Dick est retournée en Irlande en 2000 et enseigne la réalisation au Galway-Mayo Institute of Technology. Après avoir longtemps habité à Galway, elle s'est installée à Dublin en 2013 .
Ses films ont été présentés dans des musées et des festivals comme à la Tate Britain, à l'Irish Museum of Modern Art de Dublin, aux festivals d'Édimbourg et de Berlin. Elle a été récompensée plusieurs fois par le British Arts Council et le Irish Film Board (ses films sont aux Irish Film Archives) et a réalisé des films pour Channel 4 (Dazzling Image, Midnight Underground), la BBC (Artrageous, The Late Show) et la RTÉ .

## Quelques expositions et projections
- 1981 Anthology Archives, NYC.
- 1982 Whitney Biennial
- 1984 Leicester S8 Film Festival.
- 1987 Dublin Film Festival, NFT (LFF) , Chisenhale Gallery 'An Eye for Ireland'.
- 1988 'Selected Images' Riverside Studios, Londres.
- 1989 Rétrospective au Berlin Festival. Projections au Helsinki S8 Festival.
- 1995 ICA, NFT, Filmmaker's Coop London, Museum of Modern Art, Dublin Museum of Contemporary Art, LA. Video Positive, Liverpool, New Visions, Glasgow.
- 1996 1996 Cineprobe au Moma, New York, The New York Video Festival, Millennium Film Centre, 'No Wave Cinema at the The Whitney Museum, The Tate, ICA, et Camden Arts Centre, Londres; Pacific Film Archives et The Cinemateque, San Francisco.
- 1997 Feminale, Allemagne, The Horse Hospital, Londres, Whitney screening à Tokyo, NFT, Londres, IFC, Dublin.
- 1998 'Big as Life' Moma NYC, Whitney tour: Musée de Nantes Amsterdam, La Haye et Francfort, IFC, Dublin.
- 1999 Artist's Space, NYC, Pacific Film Archives, Berkeley, 'Big As Life' Show, MOMA, New York, Lux Centre, Londres.
- 2000 NFT, Londres. John F. Kennedy Centre for the Performing Arts Washington DC. IFC Dublin.
- 2001 The Lux Centre, Londres.
- 2002 The Whitechapel Gallery, Londres, Varsovie et Fundao de Serralves, Operto. Pandaemonium, Biennial of Moving Images, Londres, Museum of the Moving Image, Astoria NY.
- 2003 The Limrick City Gallery of Art, The Galway Arts Centre, DUMBO, Brooklyn NY.
- 2004 Film Fleadh, Galway, Tulca Arts Festival, Galway, Bard College NYC
- 2005 Queens University, Belfast, NUI Galway, Galway Film Fleadh.
- 2008 Trois de ses films américains (Liberty's booty / Like dawn to dust / Visibility moderate), janvier 2008, sixième festival "Les Inattendus", Lyon.

2009
- Crawford Art Gallery, Cork, Ireland, "Between Truth and Fiction: The Films of Vivienne Dick", 18 sept.-7 nov. Concerts de Pat Place et Cynthia Sley des Bush tetras et Dj sets de Julian Dorguere et John Byrne, le 5 nov. 2009[9].
- Programme "More or less annihilated by saccadic enchainment by the sea", Visual, Festival Cine Novísimo, 2009, Madrid.

2010
- Tate Modern, Londres : exposition du 10 au 14 septembre 2010. Quelques-uns de ses films étaient projetés ainsi que certains films sélectionnés par elle. À cette occasion, Lydia Lunch s'est produite en performance, et une discussion s'est tenue avec Nan Goldin, Claire Pajaczkowska et Maeve Connolly[10].
- Artists Space, New-York (États-Unis), les 22 et 23 octobre 2010[11].

2011
- Glasgow Short Film Festival, "No Wave Cinema: New York Underground 1976–1982", 19 fév. 2011[12].
- Institute of Contemporary Arts, "Londres, Artists' Film Surveys: Vivienne Dick", 16-17 avril 2011[13].

2013
- "Vivienne Dick – La différence irréductible de l’autre", exposition du 13/09 au 10/10/2013, Centre Culturel Irlandais, Paris 5e. Inaugurée par Nan Goldin, première de The Irreducible Difference of the Other (2013, Ireland, 27 min, avec Olwen Fouéré).

2014
- London Short Film Festival, 11/01/2014. She Had Her Gun All Ready (1978) et The Irreducible Difference of the Other.
- Kinomuzeum Festival 2014, 30/04/2014, The Irreducible Difference Of The Other (2013) & Beauty Becomes The Beast (1979), Museum of Modern Art in Warsaw, Pologne.
- Darklight Festival, 24-27/04/2013, Dublin [14].

### Filmographie

#### Distributions
- DVD, Between Truth and Fiction, The Films of Vivienne Dick, DVD + livre (100 p.), Lux, 2009. Comprenant : Beauty Becomes The Beast, 40 min, Super-8 / video, 1979; Visibility Moderate, 45 min, Super-8 / video, 1981; Like Dawn to Dust, 6 min, Super-8 / video, 1983; A Skinny Little Man Attacked Daddy, 28 min, video, 1994; Saccade, 3 min, video, 2004. Livre : Treasa O'Brian ed., Between Truth and Fiction, The Films of Vivienne Dick, Crawford Art Centre, Irlande et Lux, Londres.  (ISBN 0-9548569-8-8)
- DVD, Afterimages 4 : Vivienne Dick, Lux. Comprenant : Guerillére Talks, 1978, 24 min; She Had Her Gun Already, 1978, 28 min; Staten Island, 1978, 4 min.
- DVD, Vivienne Dick Compilation tape (1988) DVD NTSC, The Film-Makers' Cooperative, New York. Avec : "Image Ireland" (1988) Ireland, video, 14 min.; "Like Dawn to Dust" (1983) USA, 6 min.; "Staten Island" (1978) USA, 5 min.

#### Réalisations
- 2013. The Irreducible Difference of the Other
- 2009. Trisha's Song
- 2007. The True Centre is Always New
- 2005. Molecular Moments
- 2004. Saccade
- 2002. Excluded by the Nature of Things, DVD pour trois écrans
- 1999. Two Be Two
- 1994. A Skinny Little Man Attacked Daddy
- 1992. New York Conversations
- 1990. Two Pigeons
- 1989. London Suite (Gettng Sucked In)
- 1988. Images : Ireland
- 1988. Pobal-Portrait of an Artist
- 1986. Rothach
- 1983. Trailer
- 1983. Like Dawn to Dusk
- 1982. Loisaida
- 1981. Visibility : Moderate
- 1980. Liberty's Booty
- 1979. Beauty Becomes the Beast
- 1978. She Had Her Gun All Ready
- 1978. Staten island
- 1978. Guerillere Talks